# Malcolm Sequeira

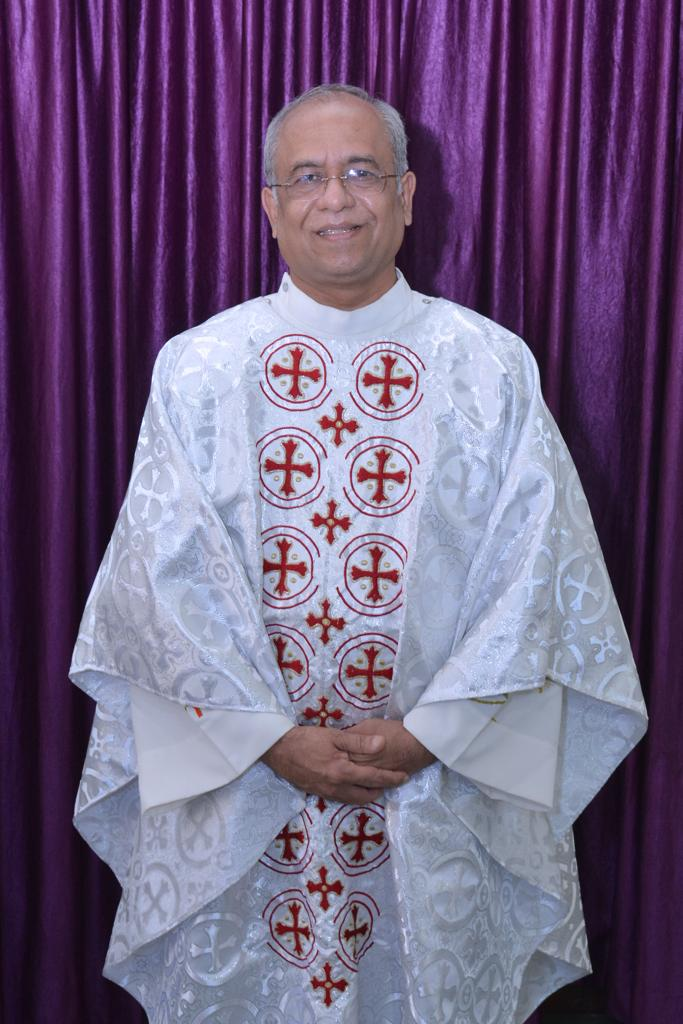
Malcolm Sequeira, 2023

Malcolm Sequeira (* 4. November 1961 in Giriz, Maharashtra) ist ein indischer Geistlicher und römisch-katholischer Bischof von Amravati.

## Leben
Malcolm Sequeira studierte Philosophie und Theologie am St. Pius X College in Mumbai. Am 13. April 1996 empfing er das Sakrament der Priesterweihe für das Bistum Poona.
Nach der Priesterweihe war er zunächst Assistenzpriester an der Kathedrale des Bistums Poona. Von 1998 bis 2003 war er Diözesandirektor für die christlichen Basisgemeinden. Anschließend studierte er in Rom an der Päpstlichen Universität Gregoriana Sozialkommunikation und erwarb 2005 das Lizenziat. Ab 2005 war er Diözesandirektor für die soziale Kommunikation und die Öffentlichkeitsarbeit. Von 2008 bis 2013 war er zudem Rektor der Kathedrale und ab 2012 Generalvikar des Bistums. Von 2013 bis 2016 leitete er auch das Diözesanvermögensamt und seither war er zusätzlich Pfarrer, zuletzt ab 2022 an der Kirche St. Anne.
Papst Franziskus ernannte ihn am 30. November 2023 zum Bischof von Amravati. Der Erzbischof von Nagpur, Elias Gonsalves, spendete ihm am 25. Januar des folgenden Jahres auf dem Gelände der Dyanamata School in Amravati die Bischofsweihe.